# 授業 (イヨネスコ)
授業（フランス語: La Leçon）は、ルーマニアで生まれフランスで活躍した劇作家ウジェーヌ・イヨネスコによる一幕物の戯曲である。初演は1951年で、MarcelCuvelierの演出（教授も演じた）で上演された。1957年以降、パリのユシェット座で、同じくイヨネスコの書いた戯曲「禿げの女歌手」とともに、60年以上に渡ってロングラン上演されている。
この劇は、不条理演劇における代表的な作品のひとつとされている。

## 概要・あらすじ
この作品の舞台は、集合住宅にある老教授宅の書斎兼食堂である。50歳〜60歳くらいの教授は、18歳の新しい生徒を待ち望んでいる。教授の女中である40歳〜50歳のどっしりした赤ら顔の女性は、教授の健康を心配している。女生徒が訪ねてきて、算術の授業が始まる。不条理で無意味な授業が進むにつれ、教授は生徒の無知さにだんだんと怒りだし、生徒はだんだん大人しく神妙になっていく。言語学の授業にうつると、彼女の健康も悪化し始め、耐え難い歯の痛みを感じだし、全身の痛みへと進行していく。最終的に、教授は生徒を刺し殺す。女中が生徒の死体を片付けると、チャイムが鳴り新しい生徒がやってくる。物語は一周し、冒頭の場面に戻り終わる。

## ソース
- Banham, Martin, ed. 1998. The Cambridge Guide to Theatre. Cambridge: Cambridge UP. ISBN 0-521-43437-8.
- 『ベスト・オブ・イヨネスコ 授業／犀』白水社 2020年